# 莎黛樂團

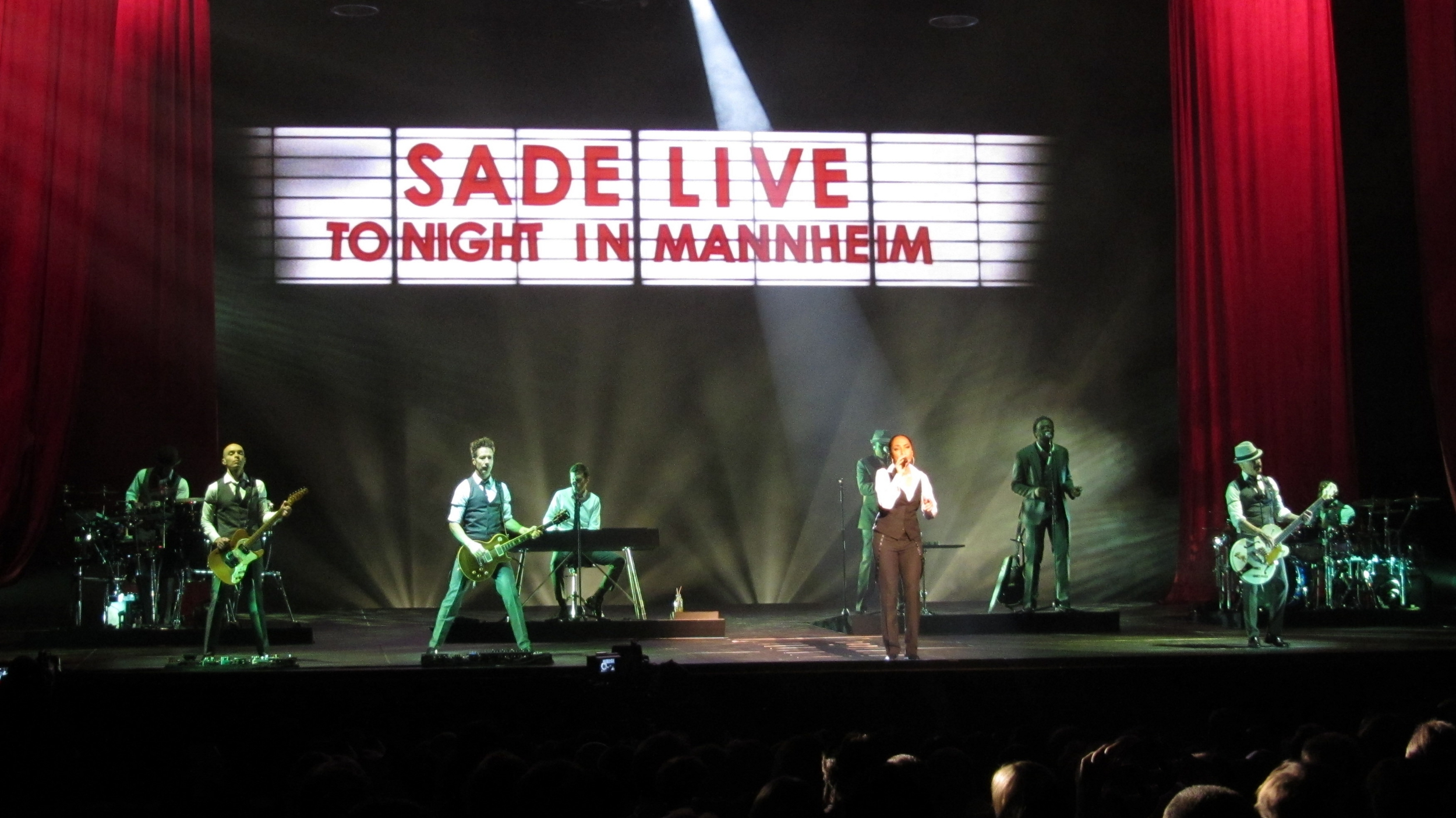
莎黛樂團

莎黛樂團  是一支英国乐队，1982年在伦敦成立，樂隊名字與主唱莎黛同名。乐队的首张录音室专辑钻石人生在英国专辑排行榜上排名第二，推出不久销量就超过120万张，并于1985年获得全英音樂獎。 